# Natália Falavigna
Natália Falavigna (ur. 9 maja 1984 w Maringá) – brazylijska zawodniczka taekwondo, brązowa medalistka olimpijska, mistrzyni świata.
Dwukrotna uczestniczka igrzysk olimpijskich. Brązowa medalistka igrzysk olimpijskich w Pekinie w 2008 roku w kategorii powyżej 67 kg i zdobywczyni czwartego miejsca w 2004 roku w Atenach. 
Jest złotą medalistką mistrzostw świata z 2005 roku i zdobywczynią trzech brązowych medali (2001, 2007, 2009).
W karierze wywalczyła również medale uniwersjady w 2003 i 2009 roku oraz srebrny medal igrzysk panamerykańskich w 2007 roku.